# Melanosmicra areta
Melanosmicra areta är en stekelart som först beskrevs av Burks 1939.  Melanosmicra areta ingår i släktet Melanosmicra och familjen bredlårsteklar. Inga underarter finns listade i Catalogue of Life.